# Arbeitslosenversicherung
Eine Arbeitslosenversicherung (AV, in der Schweiz ALV) ist eine der Sozialversicherungen, die das vorrangige Ziel hat, arbeitssuchenden Personen während ihrer Arbeitssuche das Einkommen zu sichern.

## Arbeitslosenversicherung in Deutschland
Die Arbeitslosenversicherung gehört im sozialen Sicherungssystem der Bundesrepublik Deutschland zu den Sozialversicherungen. Übergreifend wird sie auch als Versicherungszweig der Arbeitsförderung bezeichnet. Ihre gesetzliche Grundlage ist das Dritte Buch Sozialgesetzbuch (SGB III). Träger der Arbeitslosenversicherung ist die Bundesagentur für Arbeit in Nürnberg. Aufsichtführendes Ministerium ist das Bundesministerium für Arbeit und Soziales.
Die staatliche Arbeitslosenversicherung in der Bundesrepublik Deutschland zahlte im Monat April 2017 an etwa 750.000 Menschen Arbeitslosengeld.

### Pflichtversicherte
Der Kreis der Pflichtversicherten bestimmt sich nach § 25 und § 26 SGB III. Versicherungspflichtig sind danach
- abhängig beschäftigte Personen mit Ausnahme der geringfügig Beschäftigten. Persönlich abhängig ist, wer in den Betrieb des Arbeitgebers eingegliedert ist und dem Direktionsrecht des Arbeitgebers unterworfen ist und dadurch seine Arbeit in Hinsicht auf Zeit, Dauer, Ort und Art nicht frei gestalten kann.[2] Maßgeblich ist die Rechtsbeziehung so, wie sie praktiziert wird, und die praktizierte Beziehung so, wie sie rechtlich zulässig ist.[3]
- Jugendliche, die in Einrichtungen der beruflichen Rehabilitation Leistungen zur Teilhabe am Arbeitsleben erhalten, die ihnen eine Erwerbstätigkeit auf dem allgemeinen Arbeitsmarkt ermöglichen soll.
- Wehrdienstleistende, die nach § 54 Abs. 1 des Wehrpflichtgesetzes einen freiwilligen Wehrdienst leisten.
- Gefangene, die im Rahmen des öffentlich-rechtlichen Gewaltverhältnisses zugewiesene Arbeit (§ 37, § 41 StVollzG) verrichten.
- Nicht satzungsmäßige Mitglieder geistlicher Genossenschaften, z. B. Postulanten und Novizen.
- Bezieher folgender Entgeltersatzleistungen, wenn sie unmittelbar vor Beginn der Leistung arbeitslosenversicherungspflichtig waren oder eine laufende Entgeltersatzleistung nach dem SGB III bezogen haben:
  - Mutterschaftsgeld,
  - Krankengeld der gesetzlichen Krankenversicherung,
  - Krankentagegeld der privaten Krankenversicherung,
  - Versorgungskrankengeld,
  - Verletztengeld der gesetzlichen Unfallversicherung,
  - Übergangsgeld von einem Träger der medizinischen Rehabilitation,
  - Rente wegen voller Erwerbsminderung.
- Personen, die ein leibliches Kind, Adoptiv-, Pflege- oder Stiefkind unter drei Jahren erziehen, wenn sie unmittelbar vor Beginn der Erziehungszeit versicherungspflichtig oder freiwillig versichert waren oder ein Entgeltersatzleistung nach dem SGB III bezogen haben.
- Personen, die eine Pflegezeit nach dem Pflegezeitgesetz in Anspruch nehmen, wenn sie unmittelbar vorher arbeitslosenversicherungspflichtig waren oder eine laufende Entgeltersatzleistung nach dem SGB III bezogen haben.

### Freiwillig Versicherte
Selbständige und außerhalb der EU beschäftigte Arbeitnehmer sind nicht versicherungspflichtig; sie können sich aber seit Februar 2006 unter bestimmten Voraussetzungen im Rahmen der Freiwilligen Weiterversicherung gegen Arbeitslosigkeit (§ 28a SGB III) versichern. Im Ausland Beschäftigte und Selbständige zahlen dabei einen monatlichen Beitrag, der nach einem fiktiven Einkommen in Höhe der monatlichen Bezugsgröße bemessen wird, in den ersten zwei Jahren nach einer Existenzgründung sind es für Selbstständige nur 50 % der Bezugsgröße. Bei dem aktuellen Beitragssatz von 3 % liegt der monatliche Beitrag für im Ausland Beschäftigte und für Selbständige nach der für 2015 geltenden Bezugsgröße bei 85,05 €, ab 2018 sind es 91,35 €, für Selbständige im Beitrittsgebiet bei 72,45 €.

### Finanzierung
Die Arbeitslosenversicherung wird, wie die Kranken-, Pflege- und Rentenversicherung durch Beiträge der Arbeitgeber und Arbeitnehmer finanziert. Die Bundesagentur für Arbeit (BA) als Träger der Arbeitslosenversicherung finanziert durch die Erhebung der Beiträge, die durch Umlagen, Mittel des Bundes und sonstige Einnahmen ergänzt werden, nicht nur die Versicherungsleistungen im engeren Sinne, sondern auch die ihr im Rahmen der Arbeitsmarktpolitik zugewiesenen Aufgaben sowie die Mittel für die Verwaltung und für die Selbstverwaltung.
Die Leistungen der Arbeitslosenversicherung werden hauptsächlich aus den Versicherungsbeiträgen finanziert. Bei Arbeitnehmern ist der Beitrag je zur Hälfte vom Arbeitnehmer und vom Arbeitgeber zu tragen. Der Beitrag wird durch die zuständige Einzugsstelle erhoben und an die Bundesagentur für Arbeit gezahlt.
Zur Finanzierung der versicherungsfremden Aufgaben, die der Bundesagentur übertragen sind, zahlte der Bund nach § 363 SGB III a.F. bis 2012 einen Bundeszuschuss, der jedoch durch den Eingliederungsbeitrag faktisch gemindert wurde. Zum 1. Januar 2013 sind sowohl der Bundeszuschuss als auch der Eingliederungsbeitrag entfallen.
| Zeitraum                               | Beitragssatz |
| -------------------------------------- | ------------ |
| 1992                                   | 6,2 %        |
| 1993–2006                              | 6,5 %        |
| 2007                                   | 4,2 %        |
| 2008                                   | 3,3 %        |
| 2009 und 2010                          | 2,8 %        |
| 2011–2018                              | 3,0 %        |
| 2019 laut Gesetz: per Verordnung:      | 2,6 % 2,5 %  |
| 2020–2022 laut Gesetz: per Verordnung: | 2,6 % 2,4 %  |
| seit 2023                              | 2,6 %        |

#### Beitragssatz
Gesetzlich beträgt der Beitragssatz seit dem 1. Januar 2019 2,6 % des beitragspflichtigen Bruttoentgelts (§ 341 Abs. 2 SGB III). Per Verordnung wurde der Beitrag im Jahr 2019 auf 2,5 % und für die Jahre 2020 bis 2022 auf 2,4 % abgesenkt. Seit dem 1. Januar 2023 beträgt der Beitragssatz wieder 2,6 %. 
Von 1993 bis Ende 2006 hatte der Beitragssatz noch 6,5 % betragen, danach war er zunächst auf 4,2 Prozent, später bis Ende 2008 auf 3,3 % gesenkt worden. Zum 1. Januar 2009 wurde der Beitrag auf 2,8 % gesenkt. Zum 1. Juli 2008 wurde die Absenkung auf 2,8 % im Rahmen des Konjunkturpakets II bis zum Jahresende 2010 verlängert. Ab dem 1. Januar 2011 betrug er 3,0 %.

#### Beitragsbemessungsgrenze
Beim Arbeitslosengeld, das nach der Höhe des beitragspflichtigen Arbeitsentgelts bemessen wird (§ 341 Abs. 1 SGB III), führt die Beitragsbemessungsgrenze dazu, dass die Leistung entsprechend gedeckelt ist.

### Leistungen

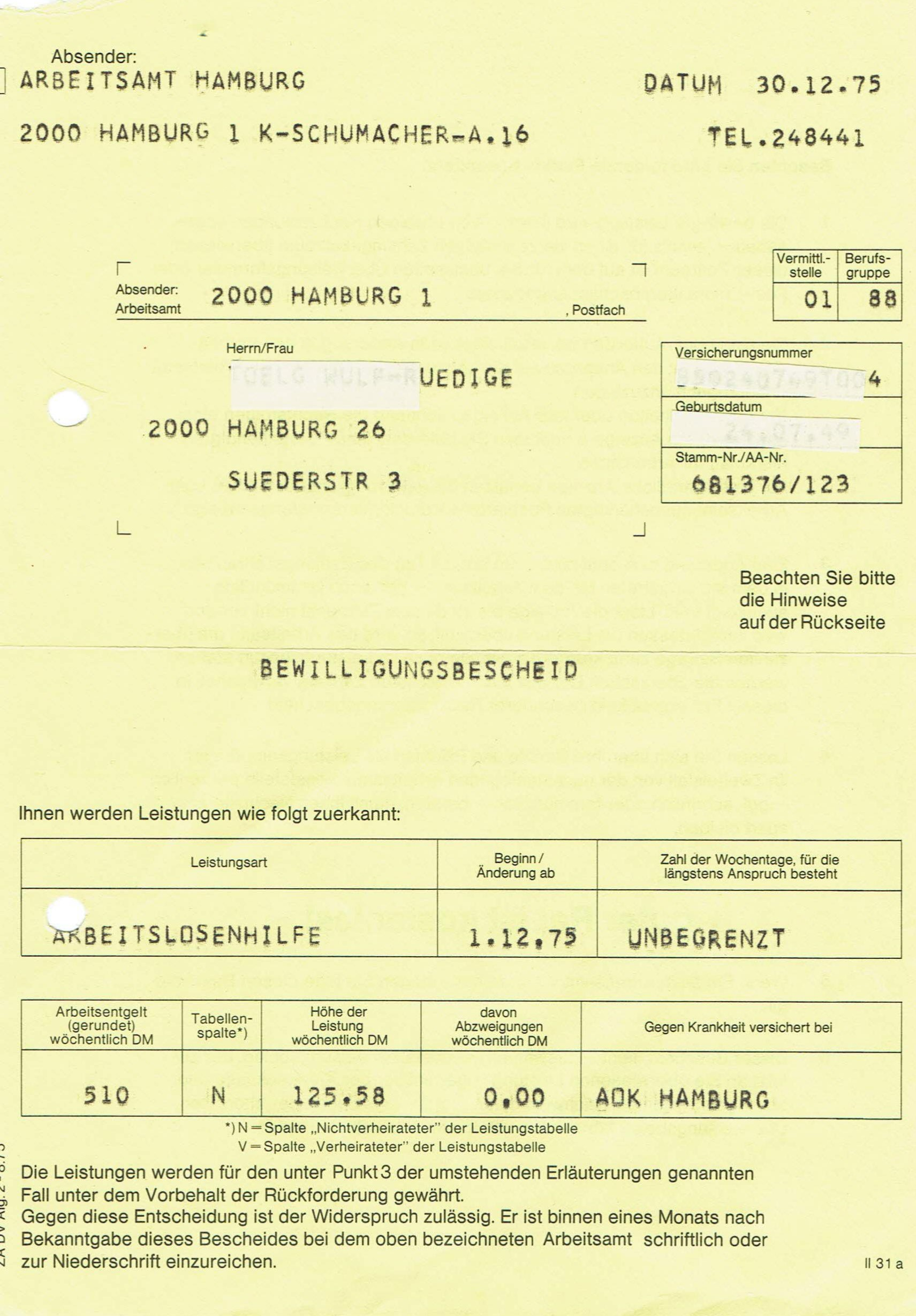
Leistungsbescheid Arbeitsamt 1975

Im Rahmen der Arbeitslosenversicherung erbringt die Agentur für Arbeit Leistungen der aktiven Arbeitsförderung und Entgeltersatzleistungen. Es handelt sich dabei nicht ausschließlich um Versicherungsleistungen, denn auch Nichtversicherte können bestimmte Leistungen erhalten.
Nach dem Recht der Arbeitsförderung können in Anspruch genommen werden:
- Berufsberatung und Arbeitsmarktberatung
- Ausbildungsvermittlung und Arbeitsvermittlung
- Leistungen zur Aktivierung und beruflichen Eingliederung
  - z. B. Förderung aus dem Vermittlungsbudget
- Leistungen zur Berufswahl und Berufsausbildung
  - Berufsorientierungsmaßnahmen
  - Berufsvorbereitende Bildungsmaßnahmen
  - Berufsausbildungsbeihilfe
- Leistungen zur beruflichen Weiterbildung
  - Übernahme von Weiterbildungskosten
- Leistungen zur Aufnahme einer Erwerbstätigkeit
  - Eingliederungs- und Gründungszuschuss
- Leistungen zum Verbleib in Beschäftigung
  - Kurzarbeitergeld, Saison-Kurzarbeitergeld, Transferkurzarbeitergeld
- Leistungen der Teilhabe behinderter Menschen am Arbeitsleben
- Arbeitslosengeld, Teilarbeitslosengeld, Arbeitslosengeld bei Weiterbildung und Insolvenzgeld

### Geschichte
Die Arbeitslosenversicherung in Deutschland wurde am 16. Juli 1927 durch das Gesetz über Arbeitsvermittlung und Arbeitslosenversicherung eingeführt und der Reichsanstalt für Arbeitsvermittlung und Arbeitslosenversicherung übertragen. Zuvor konnten Erwerbslose, die bedürftig waren, Unterstützungsleistungen im Rahmen der Erwerbslosenfürsorge erhalten, die ab 1918 eine Pflichtaufgabe der Kommunen gewesen war. Ab November 1923 mussten Arbeitgeber und Arbeitnehmer Beiträge zur Finanzierung der Erwerbslosenfürsorge leisten. Mit der nationalsozialistischen Machtergreifung im Jahr 1933 wurde die Reichsanstalt „gleichgeschaltet“, Selbstverwaltung und freie Berufswahl wurden abgeschafft und die „Lenkung der Arbeitskräfte“ zum Staatsprogramm erhoben. Nach dem Überfall auf Polen waren die Arbeitsämter auch für die besetzten Gebiete zuständig, die Ausschöpfung aller dort verfügbaren Arbeitskraftreserven für die Kriegswirtschaft in Deutschland war ihre Hauptaufgabe.
Nach dem Krieg wurde die Arbeitslosenversicherung in der neu gegründeten Bundesrepublik Deutschland 1952 bundesgesetzlich geregelt. 1969 wurde die Arbeitslosenversicherung in das Arbeitsförderungsgesetz überführt. Seit dem 1. Januar 1998 ist die Arbeitslosenförderung im SGB III geregelt.

## Arbeitslosenversicherung in der Schweiz
Die Arbeitslosenversicherung (ALV) gehört im sozialen Sicherungssystem der Schweiz zu den Sozialversicherungen. Verantwortlich für die Arbeitslosenversicherung sind das Staatssekretariat für Wirtschaft (SECO) und die entsprechenden kantonalen Behörden. Die kantonalen Behörden treten unter verschiedenen Namen wie «Kantonales Amt für Industrie, Gewerbe und Arbeit», «Amt für Wirtschaft und Arbeit» oder «Kantonales Arbeitsamt» auf. Die Arbeitslosenversicherung ist dem Arbeitslosenversicherungsgesetz (AVIG) unterstellt.
Selbständigerwerbende können sich basierend auf Art. 114 BV freiwillig versichern.

### Beitragssatz
Arbeitgeberbeitrag 1,1 % für Jahreseinkommen bis 148.200 CHF; 0,5 % für Jahreseinkommen über 148.200 CHF.
Arbeitnehmerbeitrag 1,1 % für Jahreseinkommen bis 148.200 CHF; 0,5 % für Jahreseinkommen über 148.200 CHF.

### Leistungen

#### Arbeitslosenkassen
Die verschiedenen Arbeitslosenkassen zahlen im Auftrag des SECO und mit dessen Geld Leistungen an Arbeitslose aus. Außerdem prüfen die Arbeitslosenkassen, ob der Arbeitnehmer Anspruch auf Leistungen hat. Es gibt verschiedene Arbeitslosenkassen, im Wesentlichen die kantonalen Kassen und solche der Gewerkschaften. Die Arbeitslosen können frei auswählen, über welche Arbeitslosenkasse die Auszahlung der Leistungen erfolgen soll.

##### Arbeitslosenentschädigung
Um Leistungen aus der Arbeitslosenkasse zu erhalten, müssen folgende Voraussetzungen erfüllt sein:
- Meldung der Erwerbslosigkeit bei der Wohngemeinde oder dem zuständigen RAV
- Mindestausfall von zwei Arbeitstagen oder Lohneinbuße
- Alter: 18 bis 64 (Frauen), 18 bis 65 (Männer)
- kein AHV-Rentner
- innerhalb der letzten zwei Jahre während 12 Monaten Beiträge gezahlt, d. h. als Arbeitnehmer in der Schweiz oder im Ausland gearbeitet haben
- sich aktiv um eine neue Stelle bemühen

Für zahlreiche Fälle gibt es Spezialregelungen, auf die in diesem Rahmen nicht eingegangen werden kann.
In der Regel werden 70 % des versicherten AHV-pflichtigen Lohns als Arbeitslosenentschädigung ausgezahlt. 80 % des versicherten AHV-pflichtigen Lohns werden ausgezahlt, wenn eine der folgenden Bedingungen erfüllt ist:
- Unterhaltspflichten gegenüber Kindern
- versicherter monatlicher Verdienst liegt unter 3797 Franken
- Invalidität

Maximal werden monatlich 6230 CHF bzw. 7120 CHF bei Anspruch auf 80 % ausgezahlt.

##### Insolvenzentschädigung
Bei Zahlungsunfähigkeit des Arbeitgebers deckt die Insolvenzentschädigung den Verdienstausfall für bereits geleistete Arbeit für maximal 3 Monate. Die Insolvenzentschädigung wird direkt dem Arbeitnehmer ausbezahlt.

##### Kurzarbeitsentschädigung
Von Kurzarbeit betroffene Arbeitgeber erhalten über einen bestimmten Zeitraum 60 % bzw. 67 % der Lohnkosten ausbezahlt. Damit sollen Kündigungen wegen kurzfristiger und unvermeidbarer Arbeitsausfälle verhindert werden. Die Leistungen werden an den Arbeitgeber ausbezahlt.

##### Schlechtwetterentschädigung
Schlechtwetterentschädigung gibt es für Arbeitsausfälle, die wegen schlechter Witterung entstanden sind. Damit sollen Kündigungen verhindert werden. Die Leistungen werden an den Arbeitgeber ausbezahlt.

#### Arbeitsvermittlung
Die Regionalen Arbeitsvermittlungszentren RAV sind eine wichtige Organisation innerhalb der Arbeitslosenversicherung. Die 121 RAV betreiben die größte Stellenvermittlungsplattform der Schweiz und beschäftigen rund 1'500 Mitarbeiter. Das RAV berät Arbeitslose und unterstützt diese bei der Suche nach einem neuen Job. Das RAV organisiert auch Kurse für Arbeitslose. Außerdem wird kontrolliert, ob sich der oder die Arbeitslose genügend um eine neue Stelle bemüht.
Arbeitgeber erhalten Unterstützung bei der Personalsuche.

### Geschichte
- 1884 wurde durch den Typographenbund die erste Arbeitslosen-Unterstützungskasse gegründet. Da die Arbeitslosenkassen zunächst von Gewerkschaften gegründet worden waren, waren auch nur Gewerkschaftsmitglieder versichert. In den folgenden Jahren und Jahrzehnten entstehen weitere Arbeitslosenkassen, so entstanden in den 1930er Jahren die ersten kantonalen Gesetze zur Arbeitslosenversicherung und damit auch die ersten paritätischen Kassen. Zehn Jahre später wurde der Ausgleichsfonds auf eidgenössischer Ebene als Kompromiss von Staat, Arbeitgebern und Gewerkschaften gegründet.[14] 1951 trat ein Gesetz in Kraft, das es den Kantonen erlaubte, auf ihrem Gebiet eine obligatorische Arbeitslosenversicherung einzuführen. Im Jahr 1977 wurde eine gesamtschweizerische Arbeitslosenversicherung geschaffen, die für alle Arbeitnehmer obligatorisch ist.

## Arbeitslosenversicherung in Österreich
Die Arbeitslosenversicherung gehört auch in Österreich zum Sicherungssystem der staatlichen Sozialversicherungen. Verantwortlich für die Arbeitslosenversicherung ist das Arbeitsmarktservice (AMS), ein Dienstleistungsunternehmen des öffentlichen Rechts mit eigenem (politisch besetzten) Verwaltungsrat und unter Aufsicht des Bundesministeriums für Arbeit, Familie und Jugend. Die praktische Abwicklung erfolgt in 100 regionalen Stellen und 9 Landesgeschäftsstellen des AMS. Die Bestimmungen sind im Arbeitslosenversicherungsgesetz 1977 (AlVG) geregelt.

### Versicherte
Pflichtversichert sind Arbeitnehmer (außer geringfügig Beschäftigte), Lehrlinge, Heimarbeiter, sowie eine Reihe weiterer Personengruppen nach Spezialbestimmungen. Freie Dienstnehmer sind seit dem 1. Jänner 2008 pflichtversichert, Selbständige können sich seit Jänner 2009 wahlweise gegen Arbeitslosigkeit versichern.

### Beitragssatz
Der Beitragssatz für die Arbeitslosenversicherung beträgt für den Arbeitgeber 3 % (bei Lehrverhältnissen: 1,2 %), für den Arbeitnehmer ist der Beitrag je nach Einkommen gestaffelt. Werte (Stand 2022): bis 1.828 €: 0 %, über 1.828 € bis 1.994 €: 1 %, über 1.994 € bis 2.161 €: 2 %. Über einem Einkommen von 2.161 € brutto wird der „normale“ Beitragssatz von 3 % einbehalten. 

### Leistungen

#### Arbeitslosengeld
Der Anspruch auf Arbeitslosengeld beträgt ca. 55–60 % vom Nettoeinkommen plus Zuschläge für Familienmitglieder (2012: 97 Cent pro Tag und Person). Die Bezugsdauer reicht von 20 bis 52 Wochen, je nach Länge der bisherigen Versicherungszeiten und Alter.

#### Notstandshilfe
Nach dem Aufbrauch des Arbeitslosengeldes kann Notstandshilfe beantragt werden, die zeitlich unbegrenzt ist und zwischen 92 % und 95 % des Arbeitslosengeld beträgt. Allerdings wurde bei dieser Leistung das Einkommen von Ehepartnern und Lebensgefährten bis zum 30. Juni 2018 abgezogen, unter Berücksichtigung verschiedener Freigrenzen.

#### Sanktionen
Bei Beendigung von Dienstverhältnissen aus Eigenverschulden (z. B. Kündigung durch den Dienstnehmer, Entlassung) werden für die ersten vier Wochen keine Leistungen ausbezahlt, die Bezugsdauer verschiebt sich nach hinten. Wird eine mögliche Arbeitsaufnahme verweigert oder vereitelt, werden die Leistungen für einen Zeitraum von sechs Wochen, im Wiederholungsfall für acht Wochen ersatzlos gestrichen.

## Arbeitslosenversicherung in der EU
Eine Arbeitslosenversicherung auf EU-Ebene gibt es nicht. Vorangetrieben vom EU-Sozialkommissar László Andor wird im Zusammenhang mit der Errichtung einer vertieften Europäischen Wirtschafts- und Währungsunion die Einführung einer europäischen Basis-Arbeitslosenversicherung diskutiert. Im Sinne eines makroökonomischen Instruments soll damit aus Ländern mit einem Boom und geringer Arbeitslosigkeit Kaufkraft abgezogen und die Kaufkraft in Krisenländern mit hoher Arbeitslosigkeit gestützt werden. Nationale Arbeitslosenversicherungen sollen die Leistungen der europäischen Basis-Arbeitslosenversicherung aufstocken können.
Eine solche einheitliche Arbeitslosenversicherung ist nur durch eine Änderung des EU-Vertrags mit der Zustimmung aller Mitglieder möglich.

## Länder mit Arbeitslosenversicherung (Auswahl)
Arbeitslosenversicherungen bestehen heute in vielen Ländern (geordnet nach dem Jahr der Einführung):
- Frankreich: 1905
- Norwegen: 1906
- Dänemark: 1907
- Großbritannien: 1911
- Irland: 1911
- Niederlande: 1916
- Finnland: 1917
- Italien: 1919
- Spanien: 1919
- Belgien: 1920
- Österreich: 1920
- Luxemburg: 1921
- Deutschland: 1927
- Neuseeland: 1930
- Schweden: 1934
- USA: 1935
- Island: 1936
- Kanada: 1940
- Australien: 1944
- Griechenland: 1945
- Japan: 1947
- Portugal: 1975
- Schweiz: 1982